# Резолюция 249 на Съвета за сигурност на ООН
Резолюция 249 на Съвета за сигурност на ООН е приета единодушно на 18 април 1968 г. по повод молбата на Мавриций за членство в ООН. С Резолюция 249 Съветът за сигурност препоръчва на Общото събрание на ООН Мавриций да бъде приет за член на Организацията на обединените нации.